# Nam Thượng
Nam Thượng là một xã thuộc huyện Kim Bôi, tỉnh Hòa Bình, Việt Nam.
Xã Nam Thượng có diện tích 20,34 km², dân số năm 1999 là 4667 người, mật độ dân số đạt 229 người/km².

## Hành chính
Xã Nam Thượng có 6 thôn: Nam Thượng, Bôi Cả, Nam Bãi, Bình Tân, Đội Ba, Nước Ruộng.